# گلدستون (فیلم)
گلدستون (به انگلیسی: Goldstone) یک فیلم سینمایی دلهره‌آور و جنایی استرالیایی محصول سال ۲۰۱۶ به کارگردانی ایوان سن است. این فیلم دنباله جاده مرموز (۲۰۱۳) محسوب می‌شود. 
این فیلم در ۷ ژوئیه ۲۰۱۶ در استرالیا اکران سینمایی شد. فیلم عمدتاً در لوکیشن شهر کوچک میدلتون، کوئینزلند، استرالیا فیلمبرداری شده‌است.

## داستان
داستان فیلم دربارهٔ تلاش‌های کاراگاهی به نام جی سوان می‌باشد که در ابتدا قصدش از رفتن به شهر کوچک گلدستون، یافتن یک زندانی آسیایی بود؛ اما در ادامه با مشاهده شهردار فاسد آنجا و اتفاقات پشت پرده‌ای که خبر از کارهایی کثیف و غیرقانونی می‌داد، بر خود وظیفه داسنت که تحقیقات خود را در این باره بیشتر کند.

## بازیگران
- آرون پدرسن در نقش جی سوان
- الکس راسل در نقش جاش واترز
- جکی ویور به عنوان مورین شهردار
- چنگ پی-پی در نقش خانم لائو[۴]
- دیوید گالپیلیل در نقش جیمی
- میشل لیم دیویدسون در نقش مای
- دیوید ونهام در نقش جانی
- مایکل دورمن در نقش پچ
- کیت بهان
- مکس کالن
- تام ای لوئیس در نقش تامی
- کامرون آمبریج به عنوان گارد امنیتی

## اکران
اولین نمایش این فیلم در جشنواره فیلم سیدنی در ۸ ژوئن ۲۰۱۶ بود و در ۷ ژوئیه ۲۰۱۶ در استرالیا نیز منتشر شد و در ۲ مارس ۲۰۱۸ دوباره عرضه شد. عرضه آن برای فروش بلو-ری و دی‌وی‌دی در ۱۱ سپتامبر ۲۰۱۸ انجام شد.

## باکس آفیس
فیلم گلدستون در آمریکا و کانادا ۸۷٬۶۳۹ دلار و در سرزمین‌های دیگر ۵۶۲٬۷۱۳ دلار فروش داشت؛ که مجموعاً ۶۵۰٬۳۵۲ دلار در سراسر جهان است، به علاوه ۱۱٬۹۸۷ دلار با فروش فیلم خانگی، در برابر بودجه ۲ میلیون دلاری.